# دارين تيل
دارين تيل (بالإنجليزية: Darren Till) هو لاعب فنون قتالية مختلطة من إنجلترا يتنافس حاليًا في بطولة UFC. اعتبارًا من 4 نوفمبر 2019 أصبح دارين تيل الخامس في تصنيفات UFC لوزن middleweight

## خلفية
ولد تيل في ليفربول، إنجلترا. بدأ التدريب في الملاكمة التايلاندية في سن ال 12 وأصبح محترفًا في سن 15 عامًا. حتى اتخذ القراربالتدريب في الفنون القتالية المختلطة تحت قيادة فريق Kaobon في سن 17 عامًا.

## الحياة الشخصية
لديه وشم على ذراعه اليسرى من والدة طفلة حصل عليه كهدية عيد ميلاد. لديه أيضًا وشم على الجانب الأيمن من عنقه باسم شقيقته. يجيداللغة البرتغالية. وأيد تيل السياسي اليميني المتطرف البرازيلي جير بولسونارو في الانتخابات الرئاسية البرازيلية لعام 2018

## بداية الاحتراف
قضى تيل الكثير من حياته المهنية الأولى في MMA في سانتا كاتارينا، البرازيل. حيث كان جزءًا من «فريق Astra Fight».  جمع سجل3-0 قبل أن يصبح محترفًا، مع مجموع 11 قتال في البرازيل وقتال وحيد في الأرجنتين. قبل انضمامه إلى UFC ، قاتل Till ثماني مراتفي عام 2013 فقط وسجله كان 12-0 مع سبعة انتصارات KO / TKO.

## روابط خارجية
- دارين تيل على موقع IMDb (الإنجليزية)
- دارين تيل على موقع قاعدة بيانات الفيلم (الإنجليزية)
- دارين تيل على موقع يو إف سي (الإنجليزية)
- دارين تيل على موقع شيردوغ (الإنجليزية)
- دارين تيل على موقع Tapology.com (الإنجليزية)
- دارين تيل على موقع إي إس بي إن (الإنجليزية)